# Jardins Zoológico e Botânico de Higashiyama
Os jardins Zoológico e Botânico de Higashiyama (東山動植物園, Higashiyama Dōshokubutsuen) são constituídos por um zoológico com jardins botânicos, localizado em 3-70, Higashiyama-motomachi, Chikusa-ku, Nagóia, Japão. Está aberto diariamente, com excepção das segundas-feiras. A entrada é paga.
Criado em 1937, o zoo de Higashiyama é um dos maiores da Ásia, contendo jardins botânicos e um parque de diversões. A sua coleção contém mais de 125 espécies de mamíferos, incluindo ursos, elefantes, coalas, girafas, leões e tigres; numerosos répteis e aves; e o peixe tropical medaka, que voou na nave espacial com um dos astronautas japoneses.
A coleção botânica inclui aconitos, gentianas, camélias, glycirrhizas, papavers, entre outras flores. Existe igualmente um jardim japonês. A Higashiyama Sky Tower contém um miradouro e um restaurante a 100 metros de altura. Ele mantém mais de 450 espécies, que é o maior número no Japão.